# Amphoe Mueang Nakhon Pathom
Amphoe Mueang Nakhon Pathom (Thai อำเภอเมืองนครปฐม, Aussprache: ʔāmpʰɤ̄ː mɯ̄aŋ náʔkʰɔ̄ːn pā.tʰǒm) ist  ein Landkreis  (Amphoe – Verwaltungsbezirk) in der Provinz Nakhon Pathom. Die Provinz Nakhon Pathom liegt in der Mitte der Zentralregion von Thailand.

## Geographie
Nakhon Pathom liegt etwa 50 km westlich der Hauptstadt Bangkok.
Benachbarte Kreise (von Norden im Uhrzeigersinn): die Amphoe Kamphaeng Saen, Don Tum, Nakhon Chai Si und Sam Phran in der Provinz Nakhon Pathom sowie die Amphoe Bang Phae, Photharam und Ban Pong in der Provinz Ratchaburi.
Der Khlong Chedi Bucha (คลองเจดีย์บูชา) ist die wichtigste Wasser-Ressource des Kreises.

## Geschichte
Das Gebiet um Nakhon Pathom war bereits in der Dvaravati-Zeit eine große Stadt des Mon-Königreiches.
Der heutige Landkreis Mueang Nakhon Pathom wurde 1895 als Phra Pathom Chedi eingerichtet. Zu jener Zeit war er der Müang Nakhon Chai Si im Monthon Nakhon Chai Si untergeordnet. 1898 wurde die Hauptstadt von Monthon und Provinz von Nakhon Chai Si nach Phra Pathom Chedi district. 1913 änderte König Vajiravudh (Rama VI.) den Namen des Landkreises in Mueang Nakhon Pathom.

## Sehenswürdigkeiten
Siehe: Nakhon Pathom

## Ausbildung
In Amphoe Mueang Nakhon Pathom befindet sich die Rajabhat-Universität Nakhon Pathom.

## Verwaltung

### Provinzverwaltung
Der Landkreis Mueang Nakhon Pathom ist in 25 Tambon („Unterbezirke“ oder „Gemeinden“) eingeteilt, die sich weiter in 224 Muban („Dörfer“) unterteilen.
| Nr.  | Name              | Thai        | Muban | Einw.  |
| ---- | ----------------- | ----------- | ----- | ------ |
| 01.  | Phra Pathom Chedi | พระปฐมเจดีย์  | -     | 30.199 |
| 02.  | Bang Khaem        | บางแขม      | 10    | 10.200 |
| 03.  | Phra Prathon      | พระประโทน   | 09    | 11.599 |
| 04.  | Thammasala        | ธรรมศาลา    | 07    | 12.991 |
| 05.  | Ta Kong           | ตาก้อง       | 10    | 06.523 |
| 06.  | Map Khae          | มาบแค       | 11    | 08.208 |
| 07.  | Sanam Chan        | สนามจันทร์    | 06    | 14.828 |
| 08.  | Don Yai Hom       | ดอนยายหอม   | 09    | 12.129 |
| 09.  | Thanon Khat       | ถนนขาด      | 06    | 07.481 |
| 010. | Bo Phlap          | บ่อพลับ       | 08    | 15.802 |
| 011. | Nakhon Pathom     | นครปฐม      | 10    | 21.247 |
| 012. | Wang Taku         | วังตะกู       | 08    | 06.022 |
| 013. | Nong Pak Long     | หนองปากโลง  | 10    | 08.881 |
| 014. | Sam Khwai Phueak  | สามควายเผือก | 08    | 09.634 |
| 015. | Thung Noi         | ทุ่งน้อย       | 07    | 05.582 |
| 016. | Nong Din Daeng    | หนองดินแดง   | 08    | 08.530 |
| 017. | Wang Yen          | วังเย็น       | 06    | 03.182 |
| 018. | Phrong Maduea     | โพรงมะเดื่อ   | 17    | 16.463 |
| 019. | Lam Phaya         | ลำพยา       | 09    | 12.399 |
| 020. | Sa Kathiam        | สระกะเทียม   | 14    | 07.189 |
| 021. | Suan Pan          | สวนป่าน      | 06    | 03.382 |
| 022. | Huai Chorakhe     | ห้วยจรเข้     | 07    | 13.232 |
| 023. | Thap Luang        | ทัพหลวง      | 16    | 10.186 |
| 024. | Nong Ngu Lueam    | หนองงูเหลือม  | 11    | 10.129 |
| 025. | Ban Yang          | บ้านยาง      | 11    | 08.826 |

### Lokalverwaltung
Es gibt eine Kommune mit „Großstadt“-Status (Thesaban Nakhon) im Landkreis:
- Nakhon Pathom (Thai: เทศบาลนครนครปฐม) bestehend aus dem kompletten Tambon Phra Pathom Chedi und den Teilen der Tambon Bang Khaem, Phra Prathon, Sanam Chan, Bo Phlap, Nakhon Pathom, Nong Pak Long, Lam Phaya, Huai Chorakhe.

Es gibt eine Kommune mit „Stadt“-Status (Thesaban Mueang) im Landkreis:
- Nakhon Pathom (Thai: เทศบาลเมืองนครปฐม) bestehend aus Teilen des Tambon Nakhon Pathom.

Es gibt fünf Kommunen mit „Kleinstadt“-Status (Thesaban Tambon) im Landkreis:
- Map Khae (Thai: เทศบาลตำบลมาบแค) bestehend aus dem kompletten Tambon Map Khae.
- Bo Phlap (Thai: เทศบาลตำบลบ่อพลับ) bestehend aus Teilen des Tambon Bo Phlap.
- Don Yai Hom (Thai: เทศบาลตำบลดอนยายหอม) bestehend aus Teilen des Tambon Don Yai Hom.
- Thammasala (Thai: เทศบาลตำบลธรรมศาลา) bestehend aus Teilen des Tambon Thammasala.
- Phrong Maduea (Thai: เทศบาลตำบลโพรงมะเดื่อ) bestehend aus den Teilen der Tambon Nong Din Daeng, Phrong Maduea.

Außerdem gibt es 21 „Tambon-Verwaltungsorganisationen“ (องค์การบริหารส่วนตำบล – Tambon Administrative Organizations, TAO)
- Bang Khaem (Thai: องค์การบริหารส่วนตำบลบางแขม) bestehend aus Teilen des Tambon Bang Khaem.
- Phra Prathon (Thai: องค์การบริหารส่วนตำบลพระประโทน) bestehend aus Teilen des Tambon Phra Prathon.
- Thammasala (Thai: องค์การบริหารส่วนตำบลธรรมศาลา) bestehend aus Teilen des Tambon Thammasala.
- Ta Kong (Thai: องค์การบริหารส่วนตำบลตาก้อง) bestehend aus dem kompletten Tambon Ta Kong.
- Sanam Chan (Thai: องค์การบริหารส่วนตำบลสนามจันทร์) bestehend aus Teilen des Tambon Sanam Chan.
- Don Yai Hom (Thai: องค์การบริหารส่วนตำบลดอนยายหอม) bestehend aus Teilen des Tambon Don Yai Hom.
- Thanon Khat (Thai: องค์การบริหารส่วนตำบลถนนขาด) bestehend aus dem kompletten Tambon Thanon Khat.
- Wang Taku (Thai: องค์การบริหารส่วนตำบลวังตะกู) bestehend aus dem kompletten Tambon Wang Taku.
- Nong Pak Long (Thai: องค์การบริหารส่วนตำบลหนองปากโลง) bestehend aus Teilen des Tambon Nong Pak Long.
- Sam Khwai Phueak (Thai: องค์การบริหารส่วนตำบลสามควายเผือก) bestehend aus dem kompletten Tambon Sam Khwai Phueak.
- Thung Noi (Thai: องค์การบริหารส่วนตำบลทุ่งน้อย) bestehend aus dem kompletten Tambon Thung Noi.
- Nong Din Daeng (Thai: องค์การบริหารส่วนตำบลหนองดินแดง) bestehend aus Teilen des Tambon Nong Din Daeng.
- Wang Yen (Thai: องค์การบริหารส่วนตำบลวังเย็น) bestehend aus dem kompletten Tambon Wang Yen.
- Phrong Maduea (Thai: องค์การบริหารส่วนตำบลโพรงมะเดื่อ) bestehend aus Teilen des Tambon Phrong Maduea.
- Lam Phaya (Thai: องค์การบริหารส่วนตำบลลำพยา) bestehend aus Teilen des Tambon Lam Phaya.
- Sa Kathiam (Thai: องค์การบริหารส่วนตำบลสระกะเทียม) bestehend aus dem kompletten Tambon Sa Kathiam.
- Suan Pan (Thai: องค์การบริหารส่วนตำบลสวนป่าน) bestehend aus dem kompletten Tambon Suan Pan.
- Huai Chorakhe (Thai: องค์การบริหารส่วนตำบลห้วยจรเข้) bestehend aus Teilen des Tambon Huai Chorakhe.
- Thap Luang (Thai: องค์การบริหารส่วนตำบลทัพหลวง) bestehend aus dem kompletten Tambon Thap Luang.
- Nong Ngu Lueam (Thai: องค์การบริหารส่วนตำบลหนองงูเหลือม) bestehend aus dem kompletten Tambon Nong Ngu Lueam.
- Ban Yang (Thai: องค์การบริหารส่วนตำบลบ้านยาง) bestehend aus dem kompletten Tambon Ban Yang.